# Tricorythodes explicatus
Tricorythodes explicatus är en dagsländeart som först beskrevs av Eaton 1892.  Tricorythodes explicatus ingår i släktet Tricorythodes och familjen Leptohyphidae. Inga underarter finns listade i Catalogue of Life.